# مايكل فوكس
مايكل فوكس (بالإنجليزية: Michael Fox)‏ هو ممثل أمريكي، ولد في 27 فبراير 1921 بيونكيرس في الولايات المتحدة، وتوفي في 1 يونيو 1996 في الولايات المتحدة بسبب ذات الرئة.

## أعمال

### أفلام
- (1953) أفعى النيل
- (1974) أطول يارد[3]
- (1974) فرانكنشتاين الصغير[4]

## وصلات خارجية
- مايكل فوكس على موقع IMDb (الإنجليزية)
- مايكل فوكس على موقع ألو سيني (الفرنسية)
- مايكل فوكس على موقع أول موفي (الإنجليزية)
- مايكل فوكس على موقع قاعدة بيانات برودواي على الإنترنت (الإنجليزية)
- مايكل فوكس على موقع قاعدة بيانات الأفلام السويدية (السويدية)
- مايكل فوكس على موقع قاعدة بيانات الفيلم (الإنجليزية)
- مايكل فوكس على موقع كينوبويسك (الروسية)